# ジョー・ライアン (野球)
ジョー・ライアン（英語: Joe Ryan, 本名：ジョセフ・フィリップ・ライアン（Joseph Philip Ryan, 1996年6月5日 - ）は、アメリカ合衆国カリフォルニア州マリン郡サンアンセルモ出身のプロ野球選手（投手）。右投右打。MLBのミネソタ・ツインズ所属。

## 経歴

### プロ入り前
2014年のMLBドラフト39巡目（全体1168位）でサンフランシスコ・ジャイアンツから指名されたが、契約せずにカリフォルニア州立大学ノースリッジ校へ進学した。

### プロ入りとレイズ傘下時代
カリフォルニア州立大学スタニスラウス校へ転校した2018年にMLBドラフト7巡目（全体211位）でタンパベイ・レイズから指名されプロ入り。傘下のA-級ハドソンバレー・レネゲーズでプロデビューし、12試合（先発7試合）に登板して2勝1敗、防御率3.72、51奪三振を記録した。
2019年はA級ボーリンググリーン・ホットロッズ、A+級シャーロット・ストーンクラブズ、AA級モンゴメリー・ビスケッツでプレーし、3球団合計で24試合（先発22試合）に登板して9勝4敗、防御率1.96、183奪三振を記録した。
2021年5月23日に東京オリンピック野球アメリカ大陸予選のアメリカ合衆国代表に選出された。同大会でアメリカ合衆国代表は本戦出場権を獲得した。7月2日には東京オリンピック本戦野球アメリカ合衆国代表に選出された。予選ラウンドのイスラエル戦に登板し6回1失点で勝利投手になった。アメリカ合衆国代表は決勝で日本に敗戦し、ライアンは銀メダルを獲得した。

### ツインズ時代
2021年7月22日にネルソン・クルーズ、カルビン・ファウチャーとのトレードで、ドリュー・ストロットマンと共にミネソタ・ツインズへ移籍した。
9月1日にメジャー契約を結んでアクティブ・ロースター入りし、同日のシカゴ・カブス戦で先発したが、5回3失点の内容で敗戦投手となった。この年メジャーでは5試合に先発登板して2勝1敗、防御率4.05、30奪三振を記録した。
2022年は4月8日のシアトル・マリナーズとのシーズン開幕戦で開幕投手に抜擢された（4回2失点で敗戦投手）。
2023年6月22日のレッドソックス戦で自身初となる完封勝利を記録した。

## 選手としての特徴
長所は奪三振率が際立って高いことである。この理由としては速球がスピン量の多いライジングボールであり、高い確率で空振りを取れるからだと言われている。

## 詳細情報

### 年度別投手成績
| 年 度    | 球 団    | 登 板 | 先 発 | 完 投 | 完 封 | 無 四 球 | 勝 利 | 敗 戦 | セ 丨 ブ | ホ 丨 ル ド | 勝 率 | 打 者 | 投 球 回 | 被 安 打 | 被 本 塁 打 | 与 四 球 | 敬 遠 | 与 死 球 | 奪 三 振 | 暴 投 | ボ 丨 ク | 失 点 | 自 責 点 | 防 御 率 | W H I P |
| -------- | -------- | ----- | ----- | ----- | ----- | -------- | ----- | ----- | -------- | ----------- | ----- | ----- | -------- | -------- | ----------- | -------- | ----- | -------- | -------- | ----- | -------- | ----- | -------- | -------- | ------- |
| 2021     | MIN      | 5     | 5     | 0     | 0     | 0        | 2     | 1     | 0        | 0           | .667  | 100   | 26.2     | 16       | 4           | 5        | 0     | 0        | 30       | 1     | 0        | 12    | 12       | 4.05     | 0.79    |
| 2022     | MIN      | 27    | 27    | 0     | 0     | 0        | 13    | 8     | 0        | 0           | .619  | 604   | 147.0    | 115      | 20          | 47       | 0     | 10       | 151      | 2     | 0        | 60    | 58       | 3.55     | 1.10    |
| 2023     | MIN      | 29    | 29    | 1     | 1     | 0        | 11    | 10    | 0        | 0           | .524  | 672   | 161.2    | 155      | 32          | 34       | 0     | 6        | 197      | 3     | 0        | 83    | 81       | 4.51     | 1.17    |
| 2024     | MIN      | 23    | 23    | 0     | 0     | 0        | 7     | 7     | 0        | 0           | .500  | 538   | 135.0    | 110      | 19          | 23       | 0     | 5        | 147      | 2     | 1        | 59    | 54       | 3.60     | 0.99    |
| MLB：4年 | MLB：4年 | 84    | 84    | 1     | 1     | 0        | 33    | 26    | 0        | 0           | .559  | 1914  | 470.1    | 396      | 75          | 109      | 0     | 21       | 525      | 8     | 1        | 214   | 205      | 3.92     | 1.07    |

- 2024年度シーズン終了時

### 年度別守備成績
| 年 度 | 球 団 | 投手（P） | 投手（P） | 投手（P） | 投手（P） | 投手（P） | 投手（P） |
| 年 度 | 球 団 | 試 合     | 刺 殺     | 補 殺     | 失 策     | 併 殺     | 守 備 率  |
| ----- | ----- | --------- | --------- | --------- | --------- | --------- | --------- |
| 2021  | MIN   | 5         | 1         | 1         | 1         | 0         | .667      |
| 2022  | MIN   | 27        | 2         | 11        | 1         | 0         | .929      |
| 2023  | MIN   | 29        | 3         | 8         | 1         | 1         | .917      |
| 2024  | MIN   | 23        | 10        | 9         | 2         | 0         | .905      |
| MLB   | MLB   | 84        | 16        | 29        | 5         | 1         | .900      |

- 2024年度シーズン終了時

### 背番号
- 74（2021年）
- 41（2022年 - ）

### 代表歴
- 2020年オリンピックアメリカ大陸予選野球アメリカ合衆国代表
- 2020年オリンピック野球アメリカ合衆国代表